# Prowincja Centralna (Wyspy Salomona)
Prowincja Centralna – jedna z 9 prowincji na Wyspach Salomona. Znajduje się na wyspach Russella oraz wyspach Florida.

## Demografia
Liczba ludności w poszczególnych latach:
| 1970 | 1976   | 1986   | 1999   | 2009   | 2019   |
| ---- | ------ | ------ | ------ | ------ | ------ |
| 9418 | 11 683 | 16 655 | 21 577 | 26 051 | 30 326 |